# Österreichische Alpine Skimeisterschaften 1983
Die Österreichischen Alpinen Skimeisterschaften 1983 fanden vom 17. bis zum 20. Februar im Bregenzerwald in Vorarlberg statt. Die Abfahrten wurden in Bizau, die Riesenslaloms in Schwarzenberg und die Slaloms in Mellau ausgetragen.

## Herren

### Abfahrt
| Platz | Name                   | Zeit        |
| ----- | ---------------------- | ----------- |
| 01    | Harti Weirather        | 1:44,74 min |
| 02    | Peter Wirnsberger      | 1:44,75 min |
| 03    | Leonhard Stock         | 1:45,06 min |
| 04    | Helmut Höflehner       | 1:45,13 min |
| 05    | Franz Klammer          | 1:45,18 min |
| 06    | Stefan Niederseer      | 1:45,33 min |
| 07    | Erwin Resch            | 1:45,45 min |
| 08    | Gerhard Pfaffenbichler | 1:45,50 min |
| 09    | Fritz Stölzl           | 1:45,76 min |
| 10    | Manfred Walch          | 1:45,99 min |

Datum: 17. Februar 1983

Ort: Bizau

### Riesenslalom
| Platz | Name                | Zeit        |
| ----- | ------------------- | ----------- |
| 01    | Hans Enn            | 2:23,13 min |
| 02    | Christian Orlainsky | 2:25,27 min |
| 03    | Franz Gruber        | 2:25,63 min |
| 04    | Werner Herzog       | 2:25,78 min |
| 05    | Ernst Riedlsperger  | 2:25,94 min |
| 06    | Manfred Wallinger   | 2:26,17 min |
| 07    | Gerhard Jäger       | 2:26,52 min |
| 08    | Hannes Spiss        | 2:26,82 min |
| 09    | Leonhard Stock      | 2:26,84 min |
| 10    | Günther Mader       | 2:26,92 min |

Datum: 19. Februar 1983

Ort: Schwarzenberg, Spielmoosabfahrt

### Slalom
| Platz | Name              | Zeit        |
| ----- | ----------------- | ----------- |
| 01    | Klaus Heidegger   | 1:40,86 min |
| 02    | Franz Gruber      | 1:41,41 min |
| 03    | Helmut Gstrein    | 1:42,75 min |
| 04    | Hannes Spiss      | 1:43,85 min |
| 05    | Walter Gugele     | 1:44,17 min |
| 06    | Manfred Wallinger | 1:44,32 min |
| 07    | Siegfried Jaritz  | 1:44,50 min |
| 08    | Gernot Welbich    | 1:44,89 min |
| 09    | Karl Thaler       | 1:46,92 min |
| 10    | Michael Gruber    | 1:47,38 min |

Datum: 20. Februar 1983

Ort: Mellau

### Kombination
Die Kombination setzt sich aus den Ergebnissen von Slalom, Riesenslalom und Abfahrt zusammen.
| Platz | Name                    | Punkte |
| ----- | ----------------------- | ------ |
| 1     | Rudolf Stocker          | 119,12 |
| 2     | Joachim Buchner         | 121,20 |
| 3     | Meinhard Stocker        | 132,47 |
| 4     | Hiebeiner               | 143,11 |
| 5     | Michael Tritscher       | 153,59 |
| 6     | Willibald Zechner       | 178,38 |
| 7     | Greber                  | 188,05 |
| 8     | Siegfried Stürzenbecher | 190,49 |

## Damen

### Abfahrt
| Platz | Name                | Zeit        |
| ----- | ------------------- | ----------- |
| 01    | Veronika Wallinger  | 1:28,84 min |
| 02    | Sylvia Eder         | 1:29,08 min |
| 03    | Lea Sölkner         | 1:29,19 min |
| 04    | Katharina Gutensohn | 1:29,37 min |
| 05    | Elisabeth Kirchler  | 1:29,41 min |
| 06    | Elisabeth Warter    | 1:29,47 min |
| 07    | Huberta Wolf        | 1:29,61 min |
| 08    | Veronika Vitzthum   | 1:29,62 min |
| 09    | Christine Zangerl   | 1:30,35 min |
| 10    | E. Vitzthum         | 1:33,25 min |

Datum: 17. Februar 1983

Ort: Bizau

### Riesenslalom
| Platz | Name                | Zeit        |
| ----- | ------------------- | ----------- |
| 01    | Elisabeth Kirchler  | 2:24,65 min |
| 02    | Claudia Riedl       | 2:24,79 min |
| 03    | Roswitha Steiner    | 2:25,15 min |
| 04    | Sylvia Eder         | 2:25,45 min |
| 05    | Manuela Rüf         | 2:26,46 min |
| 06    | Katharina Gutensohn | 2:27,12 min |
| 07    | Lea Sölkner         | 2:28,14 min |
| 08    | Erika Gfrerer       | 2:28,42 min |
| 09    | Caroline Beer       | 2:28,75 min |
| 10    | Monika Maierhofer   | 2:29,18 min |

Datum: 18. Februar 1983

Ort: Schwarzenberg, Spielmoosabfahrt

### Slalom
| Platz | Name                | Zeit        |
| ----- | ------------------- | ----------- |
| 01    | Karin Buder         | 1:28,20 min |
| 02    | Sylvia Eder         | 1:28,27 min |
| 03    | Roswitha Steiner    | 1:28,32 min |
| 04    | Ida Ladstätter      | 1:28,42 min |
| 05    | Lea Sölkner         | 1:28,46 min |
| 06    | Caroline Beer       | 1:28,60 min |
| 07    | Anni Kronbichler    | 1:30,26 min |
| 08    | Manuela Rüf         | 1:30,65 min |
| 09    | Sigrid Wolf         | 1:30,91 min |
| 10    | Katharina Gutensohn | 1:30,99 min |

Datum: 19. Februar 1983

Ort: Mellau

### Kombination
Die Kombination setzt sich aus den Ergebnissen von Slalom, Riesenslalom und Abfahrt zusammen.
| Platz | Name                |
| ----- | ------------------- |
| 1     | Sylvia Eder         |
| 2     | Lea Sölkner         |
| 3     | Katharina Gutensohn |
| 4     | Elisabeth Warter    |
| 5     | Ulrike Maier        |
| 6     | Schoiswohl          |
| 7     | Wilding             |
| 8     | Ann Michiels (BEL)  |